# Samlingsbox

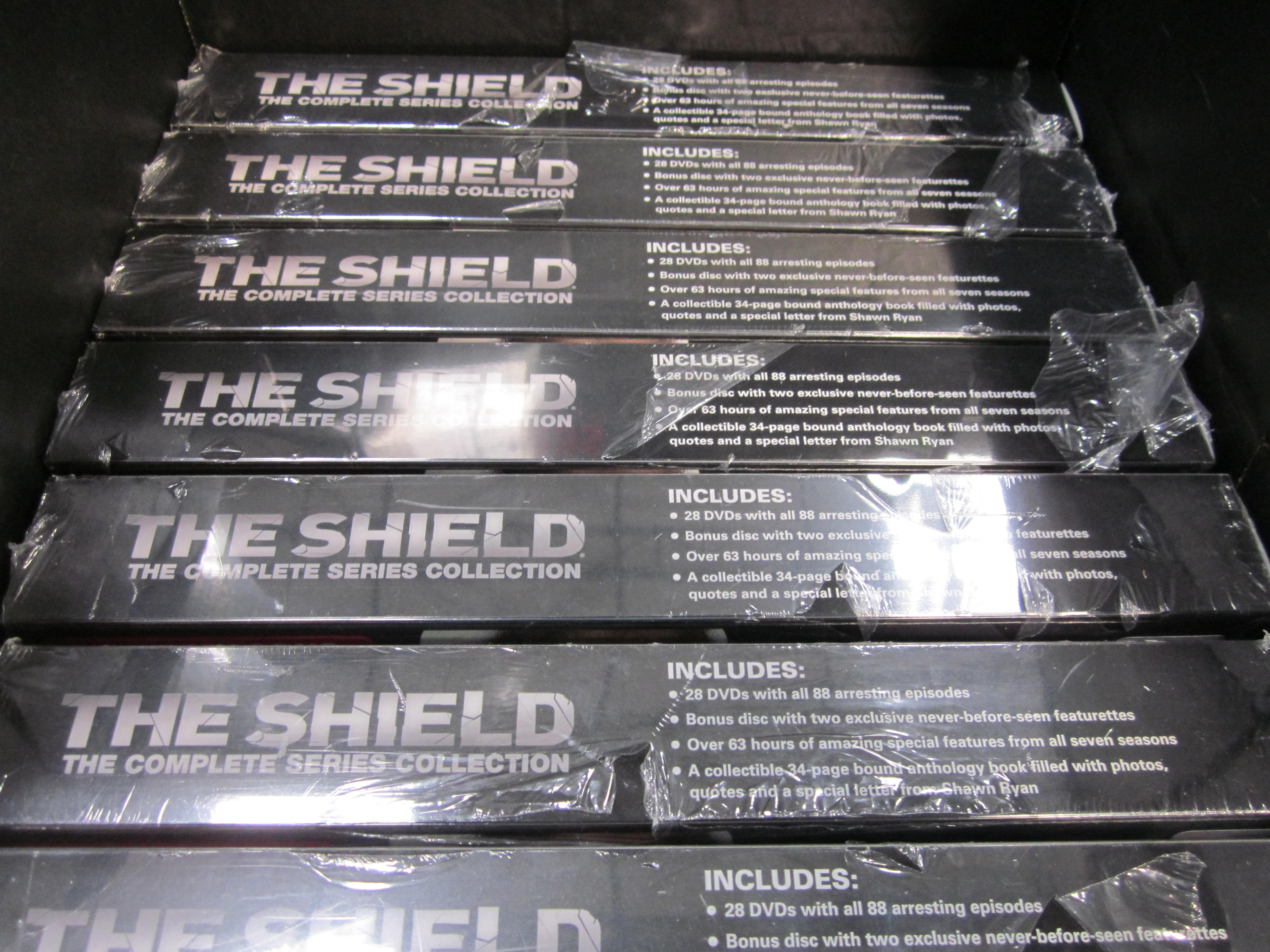
DVD-boxar.

Samlingsbox (engelska box set) är en förpackning, ofta en låda, ask eller liknande, som innehåller flera skivor eller band av till exempel musikalbum, filmer, TV-serier eller böcker.

## Typer av samlingsboxar

### Musik
Inom musiken innehåller en samlingsbox oftast flera LP- eller CD-skivor och i regel ett medföljande häfte eller en bok med information. Samlingboxar med klassisk musik, opera och jazz var tidigt förekommande. Inom populärmusik började samlingsboxar ges ut på 1960-talet, till en början ofta innehållande skivor med olika artister, men också en eller flera LP-skivor av en artist förpackade tillsammans med till exempel ett konsttryck eller textblad i en designad papplåda. Senare är samlingsboxar vanligen utgåvor som retrospektivt samlar ett flertal skivor av en viss artist och ofta även är innehållande ovanliga eller tidigare outgivna inspelningar, samt ett häfte/bok med information. Samlingboxar ges oftast ut i en begränsad upplaga.
- Se även: Kategori:Samlingsboxalbum

### Filmer och TV-serier
Filmer och TV-serier på Blu-ray, DVD och VHS-band säljs ibland som samlingsboxar. Till exempel kan en samlingsbox innehålla en säsong av en TV-serie.

### Böcker
Vissa författare släpper samlingsboxar med flera av sina böcker, till exempel har Shakespeares verk eller J.R.R. Tolkiens romaner släppts på detta vis.